# Anne Caudry
Anne Caudry, de son vrai nom Anne-Marie-Louise-Jehanne Bernanos, est une actrice française née à Cambrai le 28 mai 1957 et morte à Paris dans le 20e, le 23 août 1991.

## Biographie
Petite-fille de Georges Bernanos et fille de Jean-Loup Bernanos, elle débute au cinéma dans le rôle de Brigitte (Confidences pour confidences de Pascal Thomas). Parmi ses rôles marquants, on peut aussi citer Rose-Hélène dans L'Allègement de Marcel Schüpbach et Blanche du Dialogues des Carmélites de Pierre Cardinal.
Elle meurt du sida le 23 août 1991. Elle a été la compagne de l'acteur Rémi Laurent mort également du sida en 1989.
Elle est enterrée auprès de son grand-père Georges Bernanos dans le cimetière de Pellevoisin (36).

## Théâtre
- 1979 : Les Hauts de Hurlevent d'après Emily Brontë, mise en scène Robert Hossein, Théâtre de Boulogne-Billancourt
- 1986 : Les Brumes de Manchester de Frédéric Dard, mise en scène Robert Hossein, Théâtre Marigny ; reprise 1987 : Théâtre de Paris
- La Chaleureuse orpheline de Hervé Royer, mise en scène Jean Benguigui, Théâtre Ruteboeuf (Clichy)

## Filmographie

### Cinéma

#### Longs métrages
- 1978 : Confidences pour confidences de Pascal Thomas : Brigitte
- 1978 : Oublier Venise (Dimenticare Venezia) de Franco Brusati
- 1980 : L'Avare de Jean Girault et Louis de Funès : Marianne
- 1981 : Les Uns et les Autres de Claude Lelouch : La fille d'Eva
- 1982 : Le Crime d'amour de Guy Gilles : Catherine
- 1983 : L'Allègement de Marcel Schüpbach : Rose-Hélène

#### Courts métrages
- 1980 : Ferdinand de Dominique Maillet
- 1980 : 48 heures de Frédéric Demont
- 1984 : La Petite Commission de Jean-Paul Salomé
- 1985 : L'Abygène de Anne Bocrie
- 1987 : La Main dans le chapeau de Frédéric Demont

### Télévision
- 1980 : La Grande Chasse de Jean Sagols : Etiennette
- 1980 : La Peau de chagrin de Michel Favart d'après Honoré de Balzac : Pauline Gaudin de Witschnau
- 1982 : Le Voyageur imprudent de Pierre Tchernia : : Annette Essaillon
- 1982 : Mersonne ne m'aime de Liliane de Kermadec : Rose Sélavy
- 1982 : Les Longuelune de Jean-Daniel Verhaeghe : La sondeuse
- 1983 : La métamorphose de Jean-Daniel Verhaeghe d'après Kafka : Grète
- 1983 : Dialogues des carmélites de Pierre Cardinal : Blanche de la Force
- 1985 : Mort carnaval de Daniel Van Cutsem : Martine Sablet
- 1986 : Un moment d'inattention de Liliane de Kermadec : Virginie
- 1987 : Le Passager du Tassili de Sarah Maldoror : Nelly

#### Vidéo
- 1986 : L'Amour du regard, vidéo expérimentale de Hervé Nisic